# واتسون (دهانه)
واتسون یک دهانه برخوردی در ماه‌ است.

## دهانه‌های اقماری
این دهانه ۱ دهانه اقماری دارد.
| Watson | عرض جغرافیایی | طول جغرافیایی | قطر          |
| ------ | ------------- | ------------- | ------------ |
| G      | ۶۳.۳° S       | ۱۲۰.۳° W      | ۳۴.۰ کیلومتر |